# Taboadela
Taboadela es un municipio de la provincia de Orense en Galicia. Pertenece a la comarca de Orense

## Geografía
Integrado en la comarca de Orense, se sitúa a 12 kilómetros de la capital provincial. El término municipal está atravesado por la autovía de las Rías Bajas  A-52  y su alternativa convencional, la carretera nacional  N-525  entre los pK 221 y 227, además de por la carretera provincial  OU-320 , que comunica Orense con Allariz. 
El relieve del municipio es predominantemente llano, estando regado por el río Barbaña y otros pequeños arroyos. La altitud oscila entre los 692 metros (pico Boa, situado al sureste) y los 280 metros a orillas del arroyo de San Benito al oeste. El pueblo se alza a 388 metros sobre el nivel del mar. 
| Noroeste: San Ciprián de Viñas         | Norte: San Ciprián de Viñas | Noreste: Paderne de Allariz |
| Oeste: San Ciprián de Viñas y La Merca |                             | Este: Allariz               |
| Suroeste: La Merca y Allariz           | Sur: Allariz                | Sureste: Allariz            |

## Geografía humana

### Demografía
Cuenta con una población de 1488 habitantes (INE 2024).
| Gráfica de evolución demográfica de Taboadela entre 1842 y 2021                                                       |
| |
| Población de derecho según los censos de población del INE. Población de hecho según los censos de población del INE. |

### Organización territorial
El municipio está formado por cuarenta y dos entidades de población distribuidas en seis parroquias:
- Mesón de Calvos[3] (Santa María)[5][6]
- Rabeda[3] (Santiago)[7][8]
- Sotomayor[3] (Santiago)[9]
- Taboadela (San Miguel)
- Torán (Santa María)
- Touza[3] (San Xurxo)[10][8]

En el año 2017 la parroquia de Taboadela denominada San Pedro de Mezquita fue suprimida y su lugar de Outeiro pasó a formar parte de la parroquia de Sotomayor con la denominación de O Outeiro.[cita requerida]

## Patrimonio histórico artístico

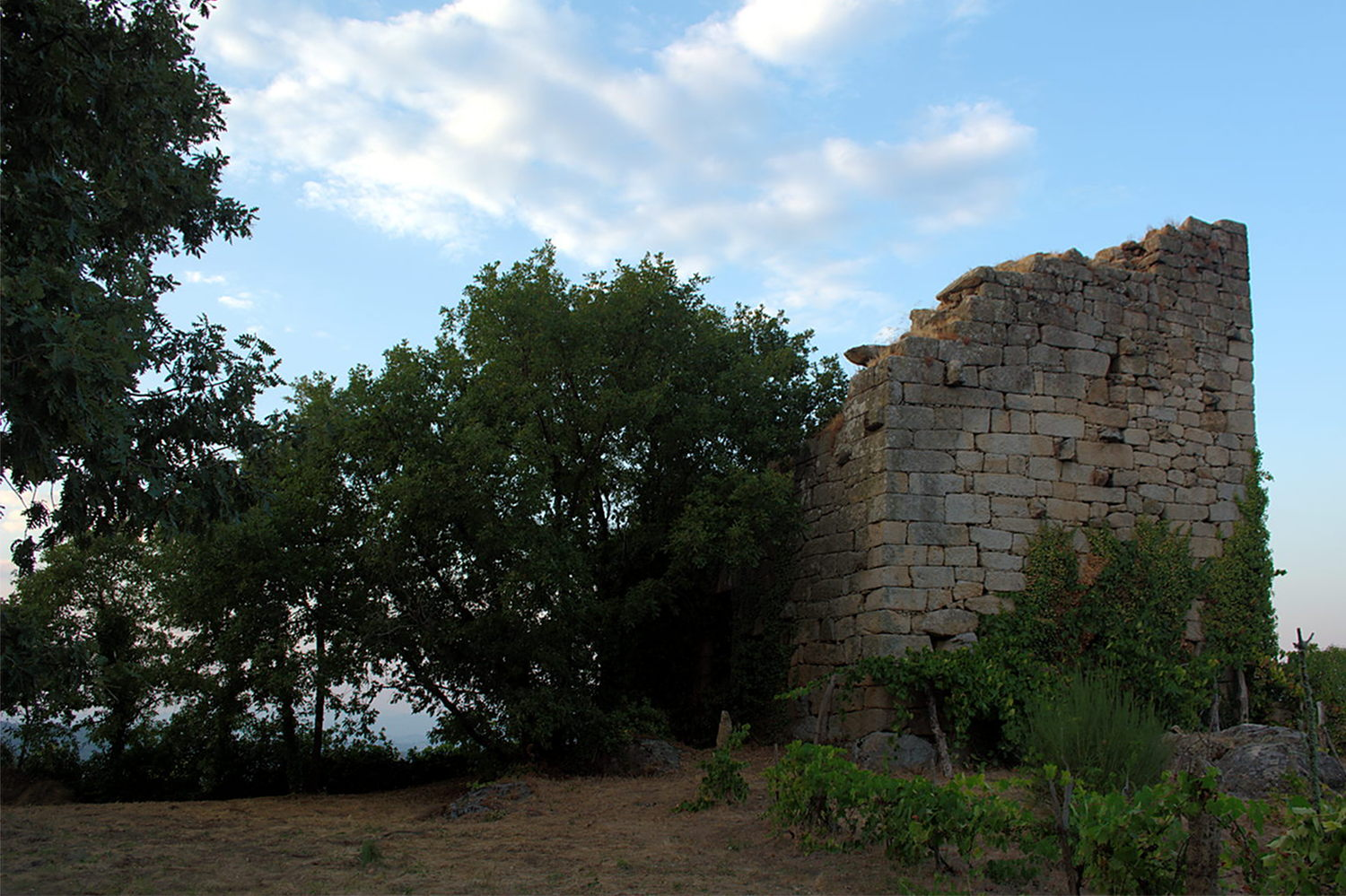
Torre de Torán

En la parroquia de Santa María de Toran, cerca del lugar del mismo nombre se encuentran las ruinas de la Torre de Torán. Se trata de una antigua torre cuadrada levantada con un tosco aparejo apenas desbastado. En los lienzos se abren estrechas troneras por tres de sus lados, mientras en el lado orientado al oeste se sitúa una puerta de arco apuntado y con un tímpano de una pieza. Sobre la puerta se abren dos ventanas rectangulares gemelas. Se considera la torre del homenaje del antiguo castillo. Su planta, rectangular, tiene unas dimensiones de 11 metros de largo por más de 8 metros de ancho, conservando una altura media de 12 metros.

## Sucesos

### Apagón eléctrico de la Península Ibérica en 2025
Hubo tres muertes en el apagón debido al monóxido de carbono liberado por el humo de un generador (usado para un respirador).